# Semiothisa valmonaria
Semiothisa valmonaria är en fjärilsart som beskrevs av William Schaus 1901. Semiothisa valmonaria ingår i släktet Semiothisa och familjen mätare. Inga underarter finns listade i Catalogue of Life.